# Lasianthus panamensis
Lasianthus panamensis là một loài thực vật có hoa trong họ Thiến thảo. Loài này được (Dwyer) Robbr. mô tả khoa học đầu tiên năm 1983.